# Phenacogaster carteri
Phenacogaster carteri är en fiskart som först beskrevs av Norman, 1934.  Phenacogaster carteri ingår i släktet Phenacogaster och familjen Characidae. Inga underarter finns listade i Catalogue of Life.